# Walter Michael Simon
Walter Michael Simon (geboren 29. Mai 1922 in Berlin; gestorben 4. Juni 1971 in Ashley (Staffordshire)) war ein US-amerikanischer und britischer Historiker.

## Leben
Walter Michael Simon war ein Sohn des Industriellen Ernst S. Simon und der Elisabeth Bauer. Nach der Machtübergabe an die Nationalsozialisten 1933 emigrierte die jüdische Familie nach England, wo Simon die Repton School besuchte. Nach Beginn des Zweiten Weltkriegs gelang der Familie 1940 die Weiterreise in die USA. Simon studierte an der Wesleyan University und machte 1943 einen B.A. Danach war er bis 1946 Soldat der US Army und dabei auch im besetzten Deutschland stationiert. Simon heiratete 1947 die Britin Jill Hervey, sie hatten drei Kinder. Zurück in den USA setzte er sein Studium fort, erhielt 1948 einen M.A. an der Yale University und wurde 1949 bei Hajo Holborn mit einer Dissertation zu den Preußischen Reformen promoviert. 
Simon war bis 1953 Assistant Professor an der Stanford University und danach Associate Professor an der Cornell University und dort ab 1962 Full Professor. Simon wechselte 1965 an die Keele University nach England. Er war 1957 Guggenheim Fellow und wurde 1970 zum Fellow der Royal Historical Society gewählt. 

## Schriften (Auswahl)

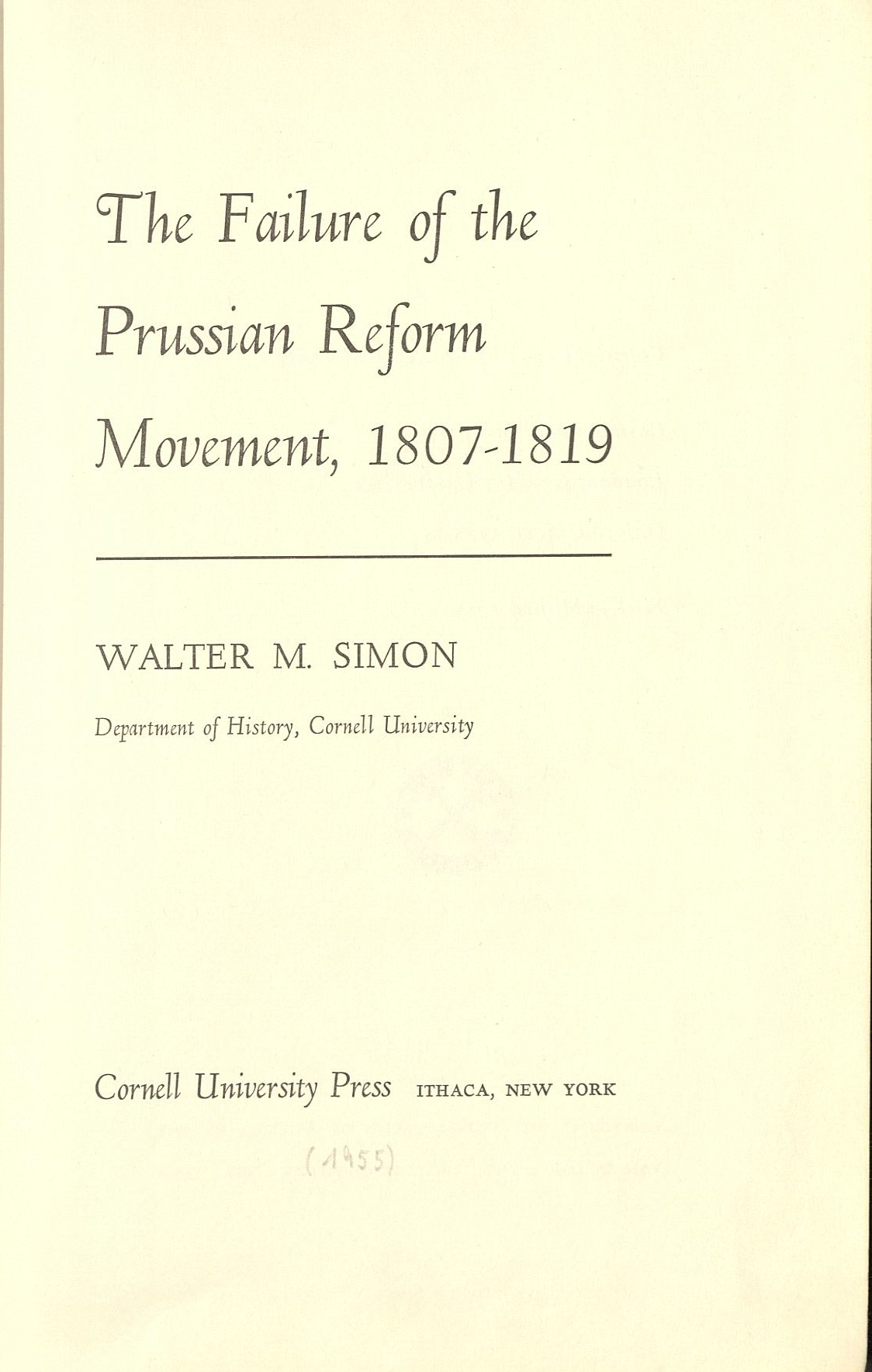
Prussian Reform (1955)

- The Failure of the Prussian reform movement 1807–1819. Ithaca : Cornell University Press, 1955
- European positivism in the nineteenth century : an essay in intellectual history. Ithaca, NY : Cornell Univ. Press, 1963
- Germany : A brief history. New York : Random House, 1966
- Germany in the age of Bismarck. London: Allen and Unwin, 1968
- (Hrsg.): French Liberalism 1789–1848. 1972